# Іванівка (Харків)
Іва́нівка — історична місцевість Харкова, що розташована на захід від центру міста.

## Історія
За даними на 1864 рік у слободі Іванівка Харківської волості Харківського повіту мешкало 556 осіб (280 чоловічої статі та 286 — жіночої), налічувалось 100 дворових господарств, існувала православна дерев'яна церква.
В 1914 році у слободі Іванівка, мешкало 10800 осіб.
Слобода Іванівка поступово була «захоплена» в склад дедалі ширшого міста.

## Транспорт
Місцевість має залізничне, трамвайне та автобусне сполучення з іншими місцевостями міста.

### Трамвай
Завдяки трамвайному сполученню, Іванівка має сполучення з Панасівкою, а також зі станцією метро Вокзальна та залізничним вокзалом Харків-Пасажирський.
Через район проходить маршрут трамвая № 1, який має тут трамвайне коло. Маршрут відкритий 1 січня 1945 року, припинений у 1984 році й поновлений з 3 березня 1994 року.
В минулому, місцевість мала ще декілька трамвайних маршрутів:
№ 13, відкритий 7 жовтня 2002 року з маршрутом «вул. Новгородська → Благбаза → Іванівка». З 15 лютого 2003 року курсував за зміненим маршрутом «просп. Перемоги (Олексіївка) → Центральний ринок → Іванівка», а вже 29 липня 2006 року був зачинений.
№ 16 «Іванівка → Клочківська вулиця → Нетіченська вулиця (Москалівка) → вулиця Георгія Тарасенка → Південмонтажбуд». Курсував від 16 вересня 1930 року, доки у 1984 році не був змінений маршрут.
№ 17, який сполучав Іванівку з Благбазом (Центральним ринком), Кінним ринком та Лісопарком. Був на маршруті до літа 1996 року.
№ 19 «Іванівка → майдан Захисників України → Греківська вулиця (Москалівка) → Іванівка (кільцьовий)» з 22 грудня 1978 року по 1980 рік, далі за маршрутом «Залютине → Іванівка» доки не був зачинений у 1994 році.
№ 24, що курсував маршрутом «603-й мікрорайон → майдан Захисників України → Іванівка» з 1960 по 1998 рік.

### Автобус
Через місцевість курсують автобуси таких маршрутів:
№ 12е
№ 40е «ст. м. Центральний ринок  → проспект Машинобудівників → Чоботарська вулиця → Велика Панасівська вулиця → Данилівський шляхопровід → вулиця Беркоса → Завод керамічних труб»
№ 61е «ст. м. „Центральний ринок“  → проспект Машинобудівників → Чоботарська вулиця → Велика Панасівська вулиця → Кузинський шляхопровід → Кузінська вулиця → Курилівська вулиця → Ткаченківська вулиця  → вул. Новий Побут»
№ 97е
№ 250е

### Залізниця
Через місцевість проходить частина залізничного шляху Харків-Пасажирський — Харків-Сортувальний.

## Річки та озера
Місцевістю протікає річка Лопань.

## Інфраструктура

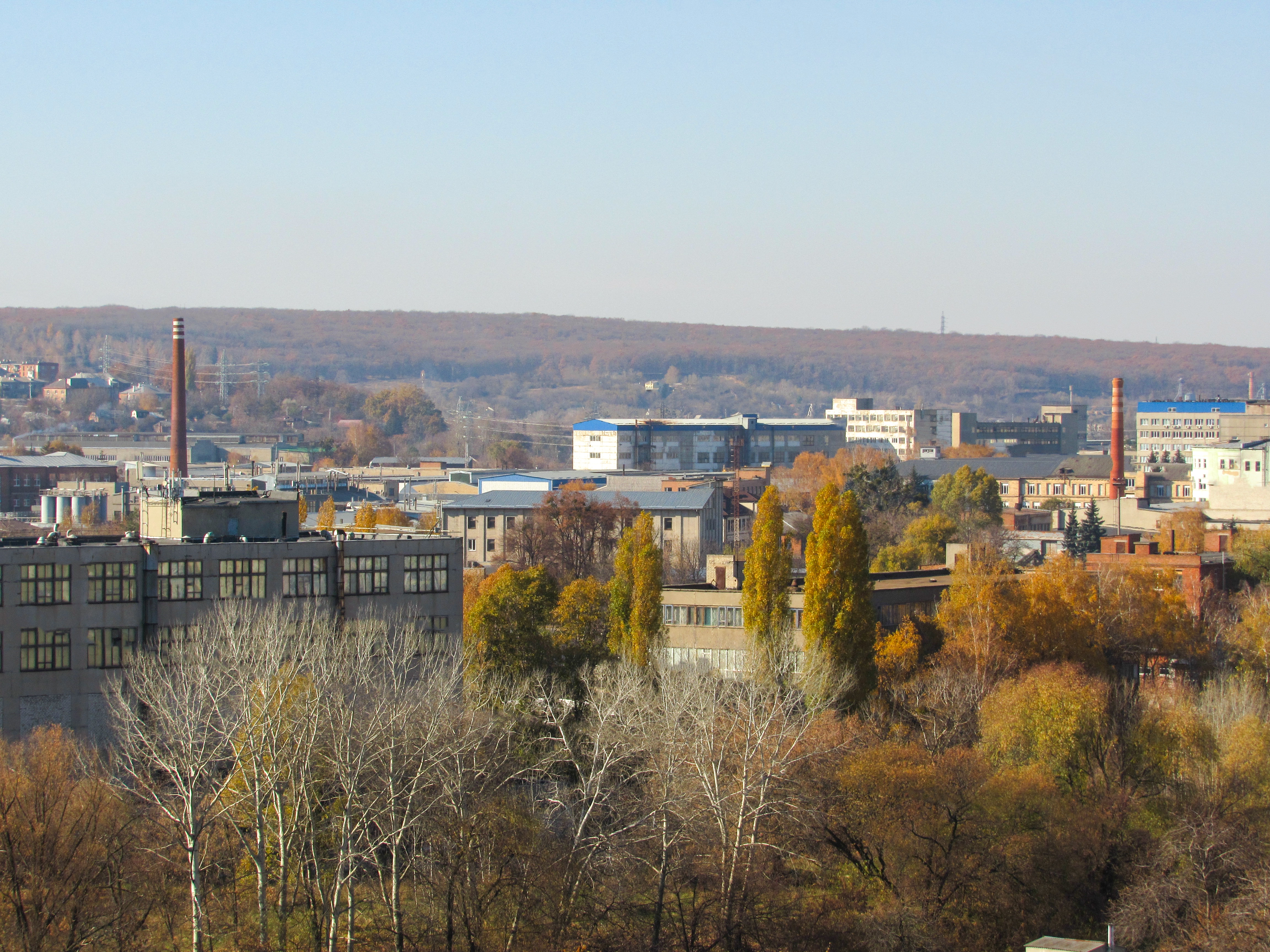
Промислові об'єкти на Іванівці

Тут знаходиться також склад «Нової пошти» № 12 й автобаза «Укрпошти»
- Стайкбольний полігон «Спарта»

### Промисловість
- Харківське казенне експериментальне протезно-ортопедичне підприємство «Харківський протезний завод»
- Державне підприємство «Харківський завод шампанських вин»
- Фабрика морозива «Полюс»
- Харківський завод електроприладів
- ВАТ КПК «Бетонікс» [Архівовано 5 березня 2016 у Wayback Machine.]
- Завод керамічних труб
- ЗАТ «Завод залізобетонних конструкцій № 4»
- АТ «Житлбуд-1»
- Харківський тарний завод
- Головне тароремонтне підприємство
- Завод «Промзв'язок»
- Харківський механозбірний завод (колишній завод тракторних пускових двигунів)
- ВАТ «Харківський завод агрегатних верстатів»
- ВАТ «Росс». Виробництво автомобільних гумових покришок
- Харківська кондитерська фабрика «Бісквіт-Шоколад»
- Харківський завод штампів та пресформ [Архівовано 23 лютого 2016 у Wayback Machine.]
- ПБ «Харківенергоремонт»
- ВАТ НПП «Полімер-механіка»
- Литейка «УкрГАДЖ»
- ТОВ "Горизонт. Завод з виробництва господарчих товарів та пресформ з пластмас.
- Фабрика одягу «Ярославна»
- Харківська фабрика театрального реквізиту [Архівовано 10 січня 2016 у Wayback Machine.]
- НПФ «Леком» [Архівовано 24 січня 2016 у Wayback Machine.]. Виробництво офісних міні-АТС та спецсистем зв'язку.
- Металобаза «АМД»
- «GRAFIX [Архівовано 30 березня 2016 у Wayback Machine.]» — виготовлення обладннання для фарбувальних ліній
- Завод компанії «Т-Престиж»
- ВАТ «ПАСС»

### Заклади освіти
- Харківський фаховий вищий художній коледж
- Харківський професійний ліцей залізничного транспорту [Архівовано 9 березня 2016 у Wayback Machine.]

### Медичні заклади
- Відділення № 2 Харківської міської поліклініки № 24

| Години роботи (графік) | пн-пт 08:00-20:00 | сб 08:00-18:00 |  |

### Релігія
- Іоано-Богословський храм

## Персоналії
- Костюченко Олекса Павлович (17 (29) лютого 1892, м. Харків (Іванівка),  -після 1940, ймовірно м. Харків) — редактор, перекладач, журналіст. Сотник Армії УНР